# 倉吉市立河北中学校

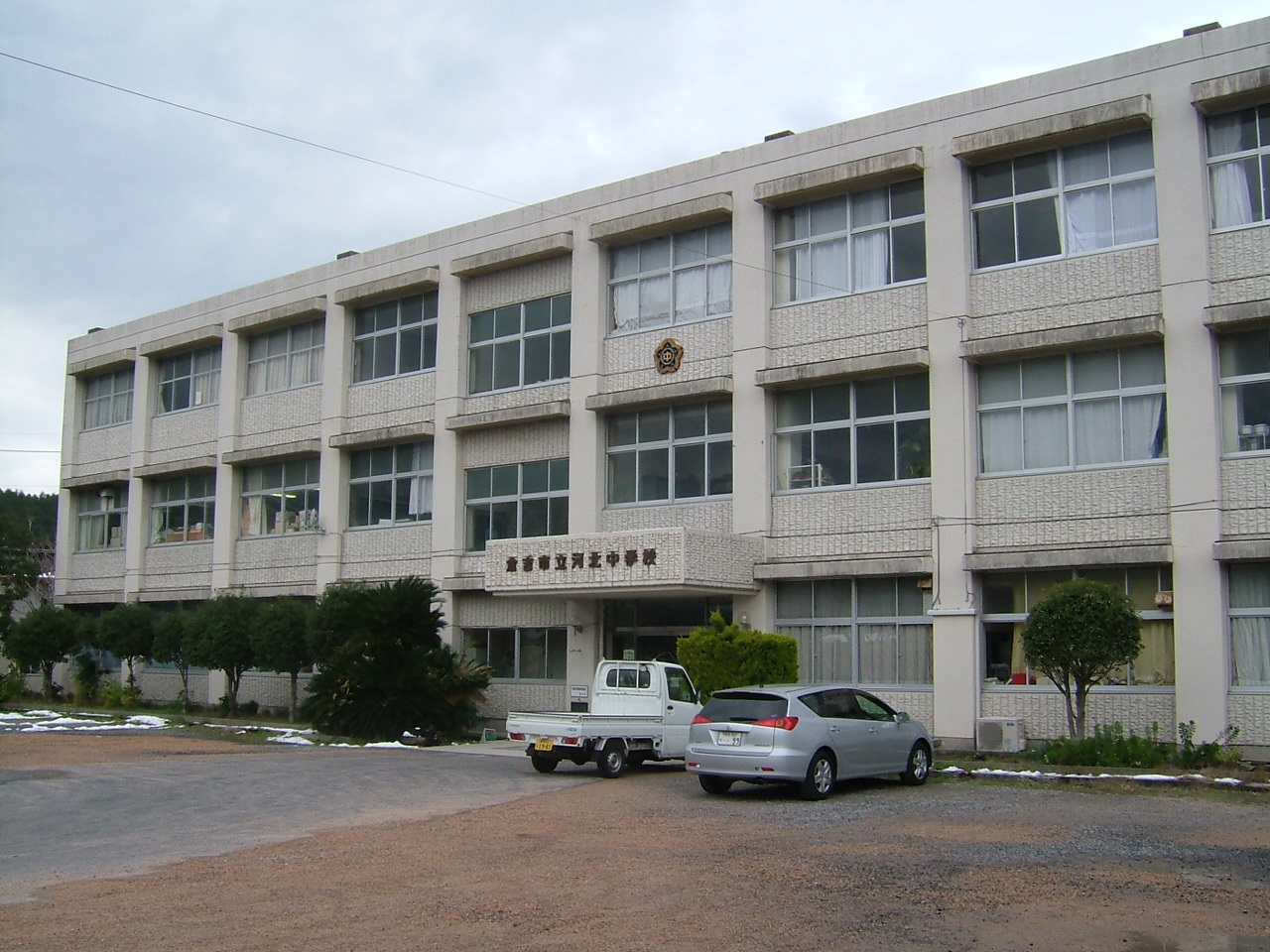
旧校舎（倉吉市上井503番1号）

倉吉市立河北中学校（くらよししりつ かほくちゅうがっこう）は、鳥取県倉吉市上井にある公立中学校。

## 沿革
- 1947年（昭和22年）
  - 4月29日 - 上井町外三カ村（西郷村・上北条村・花見村）学校組合立河北中学校設立[2]。
  - 11月17日 - 鳥取青年師範学校代用附属中学校となる。
- 1953年（昭和28年）10月1日 - 町村合併により倉吉市東郷町学校組合立河北中学校と改称。
- 1956年（昭和31年）10月10日 - 倉吉市および東郷町学校組合立河北中学校と改称。
- 1960年（昭和35年）12月31日 - 倉吉市立河北中学校と改称。東郷町の旧花見村地区は東郷町立東郷中学校（現・湯梨浜町立）に校区を変更。
- 2013年（平成25年）4月26日  - 上井430番地に移転。移転開校式典の挙行[3]。（旧倉吉産業高校の校舎）

## 部活動
- 文化園芸部
- 吹奏楽部
- 卓球部
- ソフトテニス部
- バスケットボール部
- 剣道部
- 陸上競技部
- ソフトボール部
- 野球部
- バレーボール部
- サッカー部
- ホームプロジェクト部
- 美術部
- 駅伝部

## 校区
- 校区は、河北小学校、上北条小学校、西郷小学校の通学区域となっている[4]。

## 校区内の主な施設
- 倉吉警察署
- 倉吉消防署
- 倉吉北高等学校
- 鳥取短期大学
- 鳥取県立倉吉総合産業高等学校
- 鳥取県中央自動車学校

## 出身者
- 福井理人（サッカー選手）
- 宇仁菅真（俳優）

## アクセス
- 西日本旅客鉄道（JR西日本）山陰本線倉吉駅より徒歩約10分。